# At the Stage Door
At the Stage Door è un film muto del 1921 diretto da Christy Cabanne. Una storia ambientata dietro le quinte di un teatro, dove la protagonista è interpretata da Billie Dove, famosa Ziegfeld Girl, qui al suo secondo film. In una piccola parte, esordio cinematografico anche per Doris Eaton, un'altra delle bellissime che apparivano negli spettacoli di Florenz Ziegfeld.

## Trama

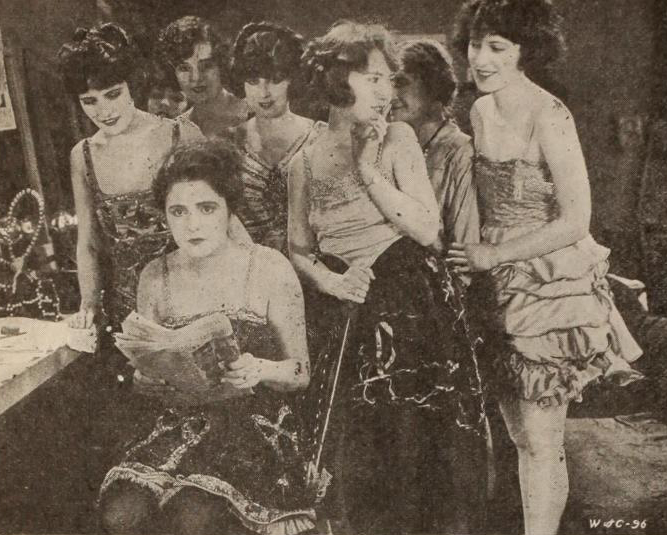
Billy Dove (seduta) tra le chorus girl in camerino

Fin da bambina, Mary Mathews deve subire i capricci egoisti della sorella Helen. E quando, ormai adulte, Helen le ruba l'innamorato, Mary va via da casa per andare a cercare fortuna a New York, dove trova lavoro come ballerina di fila in una rivista. Ben presto, la ragazza raggiunge il successo. Philip Pierce, un giovane milionario, comincia a corteggiarla. Lei, però, non sentendosi adeguata, rifiuta i suoi inviti. Quando, per evitare una festa sfrenata, Mary gli permette di portarla a casa, comincia ad innamorarsi di lui. Ma scopre che il giovane è già impegnato con una socialite del bel mondo. Mary ne ha il cuore spezzato, ma Philip la rassicura: lui ama solo lei e, per provarglielo, rompe il fidanzamento.

## Produzione
Il film fu prodotto dalla Robertson-Cole Pictures Corporation

## Distribuzione
Il copyright del film, richiesto dalla R-C Pictures, fu registrato l'11 dicembre 1921 con il numero LP17365. Nello stesso giorno, uscì nelle sale cinematografiche statunitensi, distribuito dalla Robertson-Cole Pictures Corporation.
Non si conoscono copie ancora esistenti della pellicola che viene considerata presumibilmente perduta.